# Nany People
Nany People Cunha Santos (Machado, 1 de julio de 1965) es una comediante, cantante, actriz y reportera brasileña.

## Biografía
Nany nació en Machado, Minas Gerais, y creció en Poços de Caldas, en el mismo estado, como hija de madre blanca y padre negro; según ella, este matrimonio interracial fue motivo de discordia entre sus abuelos maternos, quienes no lo aprobaron. Habiendo nacido con el género masculino, desde pequeña sufrió acoso escolar y agresiones físicas por parte de su padre debido a su apariencia femenina. En una de las peleas, su madre le dio la vuelta a su padre para defenderla y le dijo: "la gente nos hace lo que les dejamos (hacer), hasta que dejamos de permitirles". Cursó sus estudios secundarios con énfasis técnico, graduándose en química. En 1985 se mudó a São Paulo para estudiar teatro en el Teatro Escola Macunaíma, habiendo trabajado como camarera y taquillera de teatro para mantenerse, hasta lograr establecerse como presentadora en discotecas de la capital.
Durante este tiempo, pasó a ser drag queen - y luego transexual - y, en 1992, eligió el nombre Nany People, inspirado en la actriz y presentadora Nâni Venâncio, de quien era fan.
En 1995 se sometió a un tratamiento para someterse a una cirugía de reasignación sexual, pero desistió. Además, también se graduó en artes escénicas por la Unicamp. Durante las décadas de 1990 y 2000, se convirtió en una de las presentadoras de discotecas más famosas de São Paulo, así como en una de las drag queens más solicitadas para presentaciones.

## Carrera

### Años 1990
Entre 1997 y 1998 fue reportera del Comando da Madrugada, presentado por Goulart de Andrade en Rede Manchete, permaneciendo hasta el final del programa. En 1999, pasó a Band, como reportera de Amaury Jr. en el programa Flash. Entre 1997 y 2003 fue reportera de la G Magazine sobre programas y eventos dirigidos al público LGBT+. En 1998 actuó en la pieza Um Homem É um Homem, dirigida por Alexandre Stockler en el Teatro Faap, en São Paulo y en otras 16 ciudades del interior de São Paulo.

### Años 2000
En 2000, Goulart decidió revivir su programa en TV Gazeta e invitó a Nany a regresar como reportera. En la radio, entre 2000 y 2001, fue reportera del programa Pânico, un talk show humorístico de Emílio Surita, y Zíper, presentado por el médico Jairo Bouer sobre salud sexual, ambos en Jovem Pan. En 2001, dejó la Band al ser invitada por Hebe Camargo, para ser reportera del programa Hebe, de SBT, donde trabajó durante seis años.
Entre 2002 y 2005 fue reportera del programa Sexo Oral, también de Jairo Bouer en 89 FM A Rádio Rock, enfocado en salud sexual. Con el objetivo de consolidarse como comediante, se unió al elenco de A Praça É Nossa, donde permaneció entre 2007 y 2009. En 2007, produjo y estrenó el stand-up Nany People Salvou Meu Casamento y, al año siguiente, Uma Aula de Amor y Muito Humor, con el que viajó durante dos años.

### Años 2010
En 2010, Nany participó de la tercera temporada del reality show A Fazenda, transmitido por RecordTV, en el que quedó eliminada en quinto lugar de la competencia. En 2011 relanzó ImproRiso y se convirtió en jueza del programa Cante se Puder, de SBT. En 2017 se convirtió en reportera del Programa Xuxa Meneghel en RecordTV.
En 2018, Nany se unió al elenco de la telenovela O Sétimo Guardião, de TV Globo, interpretando al químico transexual Marcos Paulo. En 2019, Nany participó de la tercera temporada del programa de talentos Popstar, emitido entonces por TV Globo, en el que terminó en el noveno puesto de la competencia.

### Años 2020
En 2020, Nany participó del Programa do Ratinho como jueza en la sección Dez ou Mil, exhibida los lunes.
En 2022, comenzó a participar en la serie Caldeirola, del programa Caldeirão com Mion, como una de los miembras del jurado, compuesto también por Otávio Müller, Juliana Paes y Robson Nunes.

## Filmografía[19]

### Televisión
| Año           | Título                           | Puesto / Personaje        | Notas                                              |
| ------------- | -------------------------------- | ------------------------- | -------------------------------------------------- |
| 1974          | Buzina do Chacrinha              | Partícipe                 | Sección: Calouros Junior                           |
| 1997–01       | Comando da Madrugada             | Reportera                 |                                                    |
| 1999          | Flash                            | Reportera                 |                                                    |
| 2001–06       | Hebe                             | Reportera                 |                                                    |
| 2002          | SBT Palace Hotel                 | Celeste Aída              | Especial de fin de año                             |
| 2007–10       | A Praça É Nossa                  | Tagarela                  |                                                    |
| 2010          | A Fazenda                        | Partícipe                 | Temporada 3                                        |
| 2011–13       | Cante se Puder                   | Jurada                    |                                                    |
| 2014          | É Natal, Mallandro!              | Assistente Direita        | Especial de fin de año                             |
| 2015          | PartiuShopping                   | Berengária Athaíde Brasil |                                                    |
| 2015          | Treme Treme                      | Sheila                    | Episódio: "2"                                      |
| 2016          | Xuxa Meneghel                    | Reportera                 |                                                    |
| 2017          | Xilindró                         | Lady Pepeca               | Episodio: "O Incêndio" Episodio: "O Pavilhão Rosa" |
| 2018          | O Sétimo Guardião                | Marcos Paulo Pionowiski   |                                                    |
| 2019          | Popstar                          | Partícipe                 | Temporada 3                                        |
| 2020-21       | Programa do Ratinho (Dez ou Mil) | Jurada                    |                                                    |
| 2021          | LOL: Se Rir, Já Era!             | Partícipe (2do puesto)    | Temporada 1                                        |
| 2021-22       | Quanto Mais Vida, Melhor!        | Lurdes / Madame Lú        |                                                    |
| 2021-presente | Vai que Cola                     | Agnes Yolanda             |                                                    |
| 2022-presente | Caldeirão com Mion               | Jurada                    | Sección: Caldeirola                                |
| 2023          | Fuzuê                            | Mariângela de Souza       | Episodio: "14 de agosto"                           |
| 2024          | Vicky e a Musa                   | Sêmele/Mnemosine          | Episodios 8 y 9                                    |
| 2024          | Ponto Final                      | Alê                       | Original Netflix                                   |

### Cine
| Año  | Título                              | Personaje        | Notas      |
| ---- | ----------------------------------- | ---------------- | ---------- |
| 2002 | Cama de Gato                        | Travesti         |            |
| 2006 | Acredite, um Espírito Baixou em Mim | Andréa de Villon |            |
| 2012 | O Riso dos Outros                   | Ella misma       | Documental |
| 2015 | Hipóteses para o Amor e a Verdade   | Locutora         |            |
| 2021 | Quem Vai Ficar com Mário?           | Lana de Holanda  | [ 43 ]     |
| 2022 | Barraco de Família                  | Edna             |            |
| 2023 | Um Dia Cinco Estrelas               | Dona Nilda       |            |
| 2023 | Vai Ter Troco                       | Zildete          |            |

## Teatro[46]
| Año             | Título                           | Personaje          | Notas                     |
| --------------- | -------------------------------- | ------------------ | ------------------------- |
| 1998            | Um Homem é um Homem              | Dalva              |                           |
| 2004-2006       | Risorama                         | Ella misma         | Stand-up comedy           |
| 2007            | Nany People Salvou Meu Casamento | Ella misma         | Stand-up comedy           |
| 2008-2009       | Uma Aula de Amor e Muito Humor   | Ella misma         | Stand-up comedy           |
| 2009-2012       | ImproRiso                        | Ella misma         | Stand-up comedy           |
| 2011            | Deu no que Deu                   | Ella misma         | Stand-up comedy           |
| 2012            | Meninas Crescidas Não Choram     | Lilith Éden        |                           |
| 2012            | O Incrível Dr. Green             | Jussara            |                           |
| 2013-presente   | TsuNANY                          | Ella misma         | Stand-up comedy           |
| 2015            | Muito Mais Que um Stand-Up       | Ella misma         | Stand-up comedy           |
| 2016            | Caros Ouvintes                   | Ermelinda Penteado |                           |
| 2017            | Forever Young                    | Enfermeira         |                           |
| 2021 - presente | Nany É Pop - Um Musical          | Ella misma         | Stand-up comedy y musical |

## Radio
| Año       | Título    | Puesto    | Emisora              |
| --------- | --------- | --------- | -------------------- |
| 2000-2001 | Pânico    | Reportera | Jovem Pan            |
| 2000-2001 | Zíper     | Reportera | Jovem Pan            |
| 2002-2005 | Sexo Oral | Reportera | "89 FM A Rádio Rock" |

## Discografía
- Para não ser Triste Feat. Padre Fábio de Melo[49]
- Nany People (En)Canta Feat. Luiza Possi[49]

## Premios y nominaciones
| Año  | Asociaciones                      | Categoría               | Nominaciones              | Resultado |
| ---- | --------------------------------- | ----------------------- | ------------------------- | --------- |
| 2019 | "Prêmio Globo de Melhores do Ano" | Mejor actriz revelación | O Sétimo Guardião         | Nominada  |
| 2021 | "Poc Awards"                      | Personalidad            | Nany People               | Pendiente |
| 2022 | "Festival Sesc Melhores Filmes"   | Mejor Actriz Nacional   | Quem Vai Ficar com Mário? | Nominada  |
| 2024 | "Festival Sesc Melhores Filmes"   | Mejor Actriz Nacional   | Vai Ter Troco             | Nominada  |
| 2024 | "Prêmio iBest"                    | Stand-up                | TsuNany                   | Pendiente |
| 2024 | "Prêmio iBest"                    | Comediante del año      | TsuNany                   | Pendiente |
| 2024 | "Prêmio iBest"                    | Reality Star            | A Fazenda                 | Pendiente |